# MÁV-telep (Ferencváros)
A ferencvárosi MÁV-telep vagy Gyáli úti MÁV-telep Budapest IX. kerületének, Ferencvárosnak egyik városrésze.

## Története
A Ferencvárosi MÁV-telep az 1890-es években (egyes források szerint 1890-ben) kezdett megépülni a szomszédos, nagy kiterjedésű Ferencvárosi pályaudvar dolgozói részére a mai Gyáli út, Péceli út, Szerelvény köz és Zombori utca által határolt területen. Mivel a terület eredetileg lejtős volt, rendezni kellett, napjainkban magasabban is áll, mint a délebbre fekvő házak szintje.
Az ekkoriban épült, 31 db földszintes kis MÁV-típustervek alapján készült. A házak közül 6 altiszti, 3 hivatalnoki lakóház, a maradék 22 pedig munkásházként funkcionált. A teljes telep ekkoriban a hozzá tartozó mezőgazdasági földekkel együtt körülbelül 18 000 négyszögöl (kb. 6,4 hektár) nagyságú volt.
Melléjük, a Gyáli útnál az 1910-es években több emeletes nagy lakóházak is épültek. Ezek az épületek 1920-ra lettek kész. A Gyáli útnál lévő házakat valószínűleg Prokisch János tervezte.
A telephez saját víztorony is épült, amelyet a 2000-es évek elején újítottak fel. A víztorony melletti, két 3 emeletes ház 1932 körül épült.
Gazdasági épületeket is emeltek, illetve gondnokságot, üzemvezető irodákat és pár műhelyet a Víztorony- és Töltés köz által bezárt területen.
A 100 évesnél idősebb házak napjainkban is lakottak.

## Egyéb irodalom
- Gönczy Béla: A m. kir. államvasutak munkáslakóházai In: A Magyar Mérnök- és Építész-Egylet Közlönye 33. évfolyam 10. szám (1899)